# Józef Suchorzewski
Józef Suchorzewski herbu Zaremba (zm. 16 lutego 1778 roku) – podczaszy kaliski w latach 1773–1778, podstoli kaliski w latach 1765–1773, szambelan Stanisława Augusta Poniatowskiego w 1764 roku, starosta mieściski w 1751 roku.
Poseł na sejm 1766 roku z województwa kaliskiego. 